# Svineryggen (Sydslesvig)
Svineryggen (på tysk Schweinsrücken og på nordfrisisk Swinereeg) er et vadeområde, der strækker sig ud fra halligen Langenæs-Nordmarsk til over imod nordøstende af Søsand i det nordfrisiske vadehav. I nord går Svineryggen over i Marsknakke. Vadeområdet afgrænses af tidevandsrender Smaldyb og Nørreå i nord og Sønderå i syd. På Nørreåens modsatte bred ligger ligger Amrums sydøstlige spids med byen Vitdyn (Hvidklit) samt vaderne Hubsand, Goting Rev og Nordmandsgrund ud for Førs sydlige kyst. Vaderne falder tør ved lavvande (ebbe) og benyttes af sæler som hvileplads. Svineryggen har også en beskyttelsesfunktion for halligen Langenæs.